# Svetlana Vysokova
Svetlana Iourievna Vyssokova (en russe : Светлана Юрьевна Высокова — Svetlana Ûr'evna Vysokova) (née le 12 mai 1972 à Krasnokamsk, en Russie) est une patineuse de vitesse russe.

## Jeux olympiques
- Jeux olympiques d'hiver de 2006 à Turin  Italie:
  -  Médaille de bronze en Poursuite par équipes.